# Ajuntament de Sant Feliu de Guíxols
L'Ajuntament de Sant Feliu de Guíxols és una obra amb elements gòtics i historicistes de Sant Feliu de Guíxols (Baix Empordà) protegida com a Bé Cultural d'Interès Local.

## Descripció
L'edifici que ocupa l'Ajuntament de Sant Feliu de Guíxols està situat a la Plaça del Mercat. Es tracta d'una construcció que ha sofert diferents reformes al llarg dels segles, obtenint com a resultat un palimpsest d'estils i èpoques. De planta quadrada i ocupant tota una illa, s'identifica la façana principal a la Plaça del Mercat, on se situen alguns dels elements originaris com les finestres adovellades amb el guardapols, la galeria superior o el ràfec de barbacana. Elements que demostren un estil gòtic tardà sota cànons renaixentistes.
La torre fou aixecada en una reforma de mitjan segle xix, i la resta de l'edifici és fruit de la reforma i reconstrucció de mitjan segle xx, presentant elements de gust classicista.